# 卡拉·罗法伊斯
卡拉·罗法伊斯（德語：Karla Roffeis，1958年7月4日—），德国女子排球运动员。她曾代表东德参加1976年和1980年夏季奥林匹克运动会排球比赛，其中1980年奥运会获得一枚银牌。